# Blowiella
Blowiella es un género de foraminífero planctónico de la subfamilia Globigerinelloidinae, de la familia Globigerinelloididae, de la superfamilia Planomalinoidea, del suborden Globigerinina y del orden Globigerinida. Su especie-tipo es Planomalina blowi. Su rango cronoestratigráfico abarca desde el Aptiense hasta la Albiense (Cretácico inferior).

## Descripción
Blowiella incluía especies con conchas planiespiraladas, biumbilicadas, muy involutas, de forma globular; sus cámaras eran globulares, creciendo en tamaño de manera rápida; sus suturas intercamerales eran ligeramente curvadas e incididas; su contorno era redondeando y lobulado; su periferia era ampliamente redondeada; su ombligo era amplio y profundo; su abertura principal era ecuatorial e interiomarginal, de arco amplio bajo a moderadamente alto, y protegida por un pórtico; la porción interiomarginal de las aberturas de las cámaras precedentes podían permanecer como aberturas relictas en ambas áreas umbilicales; presentaban pared calcítica hialina radial, finamente perforada con poros cilíndricos, con la superficie lisa o punteada; algunas de sus especies presentaban un costra calcárea que enmascaraba la pared original.

## Discusión
Algunos autores consideran Blowiella un sinónimo subjetivo posterior de Globigerinelloides. Clasificaciones posteriores han incluido Blowiella en la familia Schackoinidae.

## Paleoecología
Blowiella incluía especies con un modo de vida planctónico, de distribución latitudinal cosmopolita, y habitantes pelágicos de aguas superficiales a profundas (medio epipelágico).

## Clasificación
Blowiella incluye a las siguientes especies:
- Blowiella blowi †
- Blowiella maridalensis †
- Blowiella solida †

Otras especies consideradas en Blowiella son:
- Blowiella moulladei †
- Blowiella saundersi †